# Kresh (peuple)
Pour les articles homonymes, voir Kresh.
Le peuple Kresh ou Kresh Gbaya se rattache à l'ensemble des tribus Fertit, situées au Soudan du Sud (dans le Bahr el Ghazal).

## Présentation
Pratiquant beaucoup l'agriculture et le commerce, on le retrouve en particulier autour des villes de Raga, Wau et Deim Zubeir. Il regroupe une vingtaine de milliers d'individus, et se subdivise en plusieurs familles linguistiques (Gbaya-Ndogo, Gbaya Ngonggo, Gbaya Gboko...).
Établis le long de l’Oubangui en direction du Nil, les Kresh ont subi durement les razzias esclavagistes : ils ont d’abord fui Rabah, un seigneur de la guerre, et sont partis vers l’ouest à partir des années 1870. Comme les Sara, cependant, ils ont été rattrapés par les hommes de Mohamed es-Senoussi, établis à Ndélé, ce qui les a vite obligés à repartir vers l’est dans les années 1900.
La Mission Marchand (1896-1899), qui déboucha sur la crise de Fachoda, entra notamment au contact avec les Kresh Gbaya à la fin du XIXe siècle.
La religion la plus répandue chez les Kresh Gbaya est l'islam, mais l'animisme est important aussi, ainsi que le christianisme, principalement en version catholique. Comme d'autres peuples de la région, les Kresh ont été frappés de plein fouet par les guerres civiles inter-soudanaises, comme l'illustre le témoignage de Naomi Baki, réfugiée Kresh Gbaya qui a obtenu le droit d'asile en France en 2011.
Les Kresh Gbaya du Bahr-El-Ghazal sont apparentés aux Gbayas de Centrafrique, beaucoup plus nombreux, mais dont la langue est assez différente.